# پیده کوتینیو
پیده کوتینیو آزودو (تاوارس) داسیلوا (زاده ۲ مه ۱۹۲۰ - درگذشته ۱۴ اکتبر ۱۹۹۷) شناگر سبک آزاد المپیک اهل برزیل بود که در سه بازی المپیک تابستانی برای برزیل شرکت کرد. او در سه فینال المپیک حضور داشت.
کوتینیو رکورد برزیل در دوی ۱۰۰، ۲۰۰، ۴۰۰، ۸۰۰ و ۱۵۰۰ متر آزاد را شکست و با انتشار عکس خود در روزنامه او گلوبو در سال ۱۹۳۶ به عنوان اولین عکس تله فوتو در تاریخ مطبوعات برزیل در مطبوعات برزیل تاریخ ساز شد.